# Albany (Minnesota)
Albany es una ciudad ubicada en el condado de Stearns en el estado estadounidense de Minnesota. En el Censo de 2010 tenía una población de 2561 habitantes y una densidad poblacional de 446,21 personas por km².

## Geografía
Albany se encuentra ubicada en las coordenadas 45°37′36″N 94°33′48″O / 45.62667, -94.56333. Según la Oficina del Censo de los Estados Unidos, Albany tiene una superficie total de 5.74 km², de la cual 5.45 km² corresponden a tierra firme y (4.96%) 0.28 km² es agua.

## Demografía
Según el censo de 2010, había 2561 personas residiendo en Albany. La densidad de población era de 446,21 hab./km². De los 2561 habitantes, Albany estaba compuesto por el 97.62% blancos, el 0.16% eran afroamericanos, el 0.2% eran amerindios, el 0.23% eran asiáticos, el 0.04% eran isleños del Pacífico, el 0.74% eran de otras razas y el 1.02% pertenecían a dos o más razas. Del total de la población el 0.9% eran hispanos o latinos de cualquier raza.